# Stadsbrand van Haarlem (1576)
De stadsbrand van 1576 is een relatief grote stadsbrand die de Nederlandse stad Haarlem trof op 23 oktober 1576.
De brand die vermoedelijk is ontstoken door een Duitse huurling in dienst van de Spanjaarden was ontstaan in een brouwerij aan het Spaarne, ter hoogte van de Damstraat. En legde door een sterke noordoostelijke wind een groot deel van de zuidelijke binnenstad in de as, waaronder een groot deel van de Vijfhoek en Heiliglanden. De totale grootte van de stadbrand staat niet vast deze verschilt volgens sommige bronnen tussen een derde en een vijfde van de stad. Ondanks dat was de Stadsbrand uit 1347 groter, bij deze brand bleef namelijk alleen de kapel op Bakenes overeind.
Tijdens deze brand uit 1576 werd onder andere het Oude Gasthuis of Gangolfgasthuis met het bijbehorende Gangolfkapel en begraafplaats gelegen nabij de Botermarkt in de as gelegd. Ter vervanging van dit gasthuis werd in 1581 het nieuwe Sint Elisabeth Gasthuis aan de Buitensingel, de huidige Gasthuissingel, gebouwd.